# Zrcadlový potok (přítok Krupé)
Zrcadlový potok pramení na východním svahu hraničního hřebene mezi Hraniční horou a Kladským sedlem v pohoří Králický Sněžník ve výšce okolo 905 m n. m. Teče ze svahů k východu až jihovýchodu a brzy se dostává mimo lesy Králického Sněžníku. Asi 300 m před ústím přibírá významný přítok zleva. Nakonec se zprava vlévá do říčky Krupé na 15,9 říčním kilometru v nadmořské výšce okolo 630 m. Délka toku činí 2,6 km.